# Léon Govaerts
Léon Govaerts (Sint-Joost-ten-Node (Brussel), 5 april 1860; Sint-Gillis (Brussel), 30 december 1930), een Belgisch architect.
Léon Jean Joseph Govaerts was een talentvol tekenaar en liet een oeuvre na dat gekenmerkt wordt door een uitbundige ornamentering die gedurende een halve eeuw de stijlevoluties trouw bleef. 
Govaerts was afkomstig uit een familie van interieurontwerpers en trad als tekenaar in dienst bij architect Ernest Hendrickx. Hij zette zijn opleiding voort in het atelier van zijn vader, die hem naar Engeland stuurde om er zich te vervolmaken, en nadien naar Parijs, waar hij drie jaar werkte. Terug in Brussel in 1885 nam hij deel aan verscheidene wedstrijden, en won die voor het stadhuis van Tubeke, dat hij in een zuivere Vlaamse neorenaissancestijl uitvoerde (1888-92). Na enkele academische werken maakte hij naam met zijn getemperde art-nouveaustijl van hoge kwaliteit.

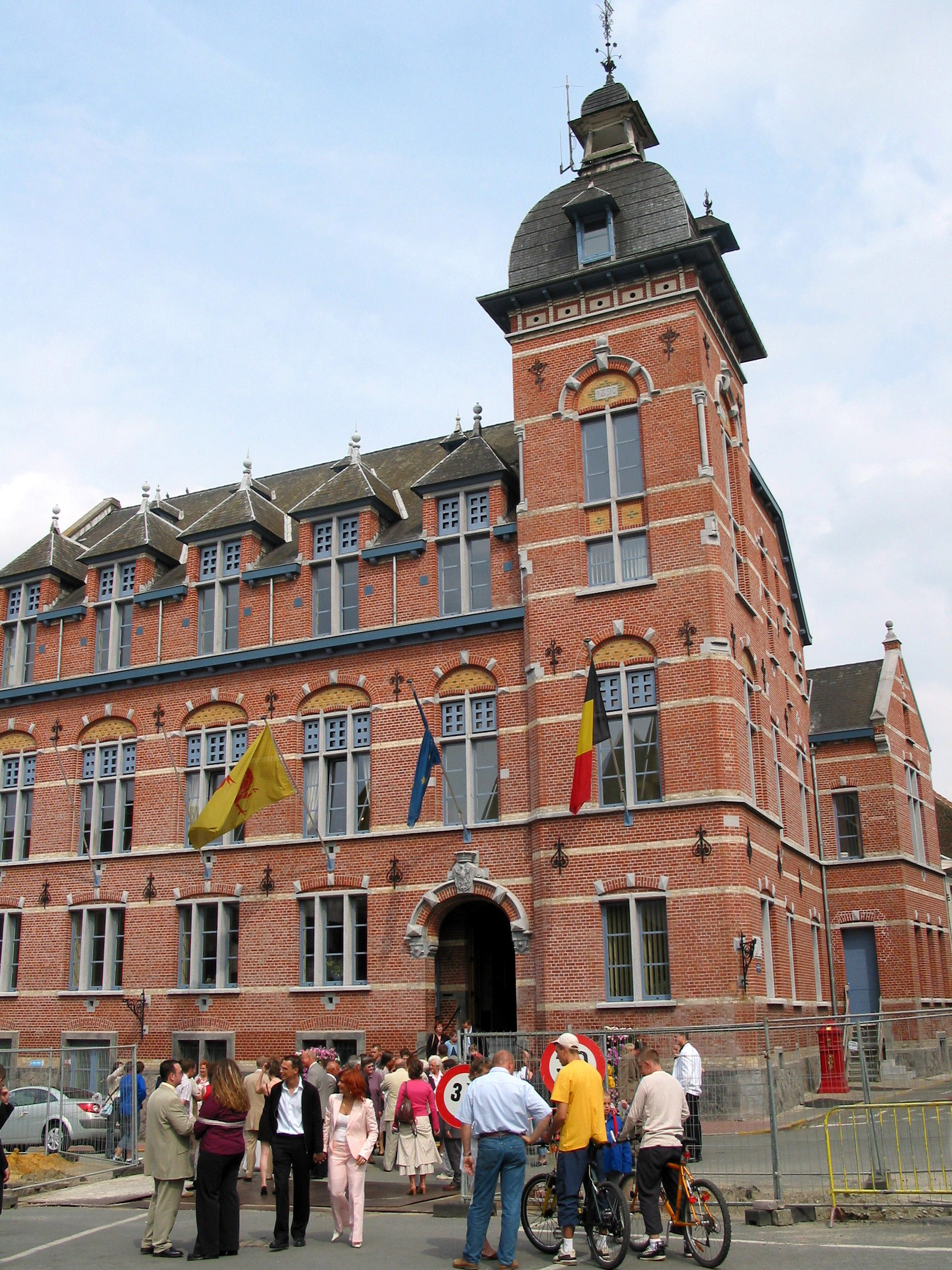
Stadhuis van Tubeke (1888-1892).
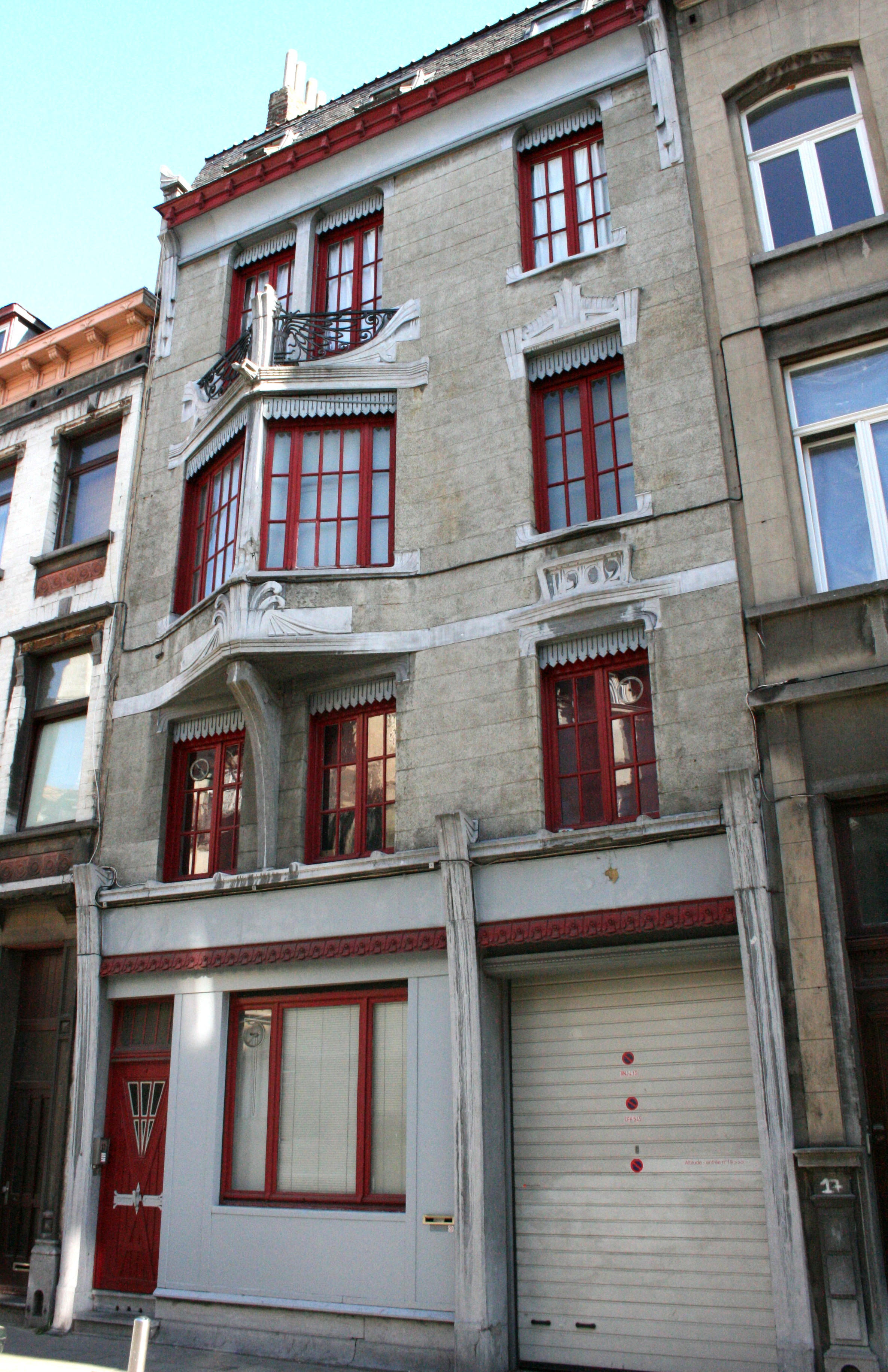
Woning in Sint-Joost-ten-Node (1902).